# 福建江夏学院
福建江夏学院是中华人民共和国的一所公办全日制普通本科高等院校，位于福建省福州市闽侯县上街镇福州大学城溪源宫路2号。
2010年3月，经中华人民共和国教育部批准，福建经济管理干部学院、福建财会管理干部学院、福建省政法管理干部学院和福建金融职业技术学院合并为福建江夏学院。由于该校在筹建过程中得到黄如论的资助，作为交换，该校以黄姓郡望“江夏”命名。